# Monardella arizonica
Monardella arizonica är en kransblommig växtart som beskrevs av Carl Clawson Epling. Monardella arizonica ingår i släktet Monardella och familjen kransblommiga växter. Inga underarter finns listade i Catalogue of Life.